# 1818
1818 (MDCCCXVIII) byl rok, který dle gregoriánského kalendáře započal čtvrtkem.

## Události
- 12. února – Chile vyhlásilo nezávislost na Španělsku.
- 4. dubna – Kongres USA přijal zásadu, že počet pruhů na státní vlajce bude třináct a zvyšovat se bude pouze počet hvězd.
- 29. dubna – Na ostrově Jan Mayen proběhla erupce sopky Beerenberg, nejsevernějšího aktivního vulkánu světa.
- 11. května – Karel XIV. nastoupil na švédský trůn.
- 29. září – 21. listopadu – Panovníci a ministři Francie, Pruska, Rakouska, Ruska a Spojeného království rozhodli na kongresu v Cáchách o stažení okupačních vojsk z Francie.
- 6. listopadu – Mariánské Lázně získaly status lázeňského města.
- 3. prosince – Illinois se stal 21. státem USA.
- 24. prosince – V Oberndorfu u Salcburku poprvé zazněla koleda Tichá noc.

### Probíhající události
- 1810–1821 – Mexická válka za nezávislost
- 1817–1864 – Kavkazská válka

## Vědy a umění
- Francouzský chemik M. E. Chevreul izoloval a pojmenoval mastnou kyselinu olejovou a stearovou.
- V Praze bylo založeno Vlastenské muzeum v Čechách, pozdější Národní muzeum.
- Byly vydány knihy Frankenstein (Mary Shelleyová), Anna Elliotová (Jane Austenová), Opatství Northanger (Jane Austenová) a báseň Endymion (John Keats)

## Narození

### Česko

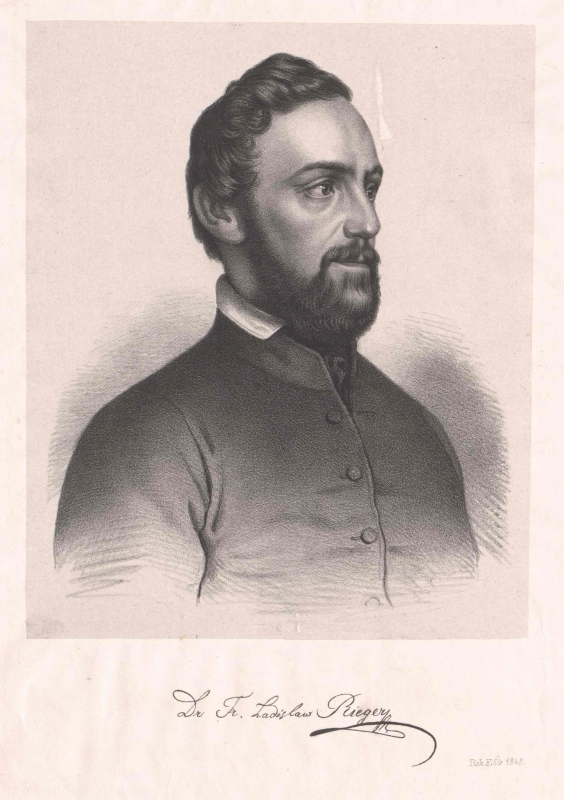
František Ladislav Rieger (* 10. prosince)

- 13. ledna – František Kavan, skladatel a sbormistr († 6. prosince 1896)
- 28. ledna – Karel Drahotín Villani, šlechtic, politik, vlastenec a básník († 24. března 1883)
- leden – Josef Macháček, vlastenecký statkář, cukrovarník a politik († 23. března 1870)
- 17. února – Jan Nepomuk Maýr, operní zpěvák a skladatel († 25. října 1888)
- 5. března – Václav Bělský, právník, politik, pražský purkmistr († 22. května 1878)
- 7. března – Otto Bischoff, podnikatel a politik německé národnosti († 6. června 1871)
- 15. března – Leopold Hasner von Artha, rakouský politik († 5. června 1891)
- 23. března – Peter Steffens, podnikatel a politik německé národnosti († září 1879)
- 7. dubna – Antonín Skřivan, pedagog a odborník v oboru obchodu a účetnictví († 9. května 1887)
- 31. května – Václav Vladivoj Tomek, historik, archivář, politik a pedagog († 12. června 1905)
- 9. června – Jan Adolf Brandeis, portrétní malíř a fotograf († 13. listopadu 1872)
- 24. července – Josef Dittrich, lékárník a politik († 3. července 1898)
- 18. srpna – Václav Bolemír Nebeský, básník († 17. srpna 1882)
- 6. září – Karel Průcha, světící biskup arcidiecéze pražské († 23. října 1883)
- 11. září – Gustav Belrupt-Tissac, olomoucký biskup († 9. června 1895)
- 16. září – Karl von Limbeck, právník a politik německé národnosti († 22. září 1901)
- 11. října – Josef Pečírka, lékař, pedagog a spisovatel († 27. června 1870)
- 16. října – Alexander Dreyschock, klavírista a hudební skladatel († 1. dubna 1869)
- 18. září – Franz Moritz Roser, rakouský český lékař a politik († 11. srpna 1906)
- 6. listopadu – Josef Florian Vogl, český a rakouský geolog a politik († 1. října 1896)
- 23. listopadu – Johann Eichler, opavský kněz († 30. května 1899)
- 10. prosince – František Ladislav Rieger, politik († 3. března 1903)
- 11. prosince – Emanuel von Proskowetz starší, rakouský průmyslník a politik († 25. prosince 1909)
- ? – František Neubauer, poslanec Českého zemského sněmu a Říšské rady, starosta Vlašimi († 24. listopadu 1883)

### Svět

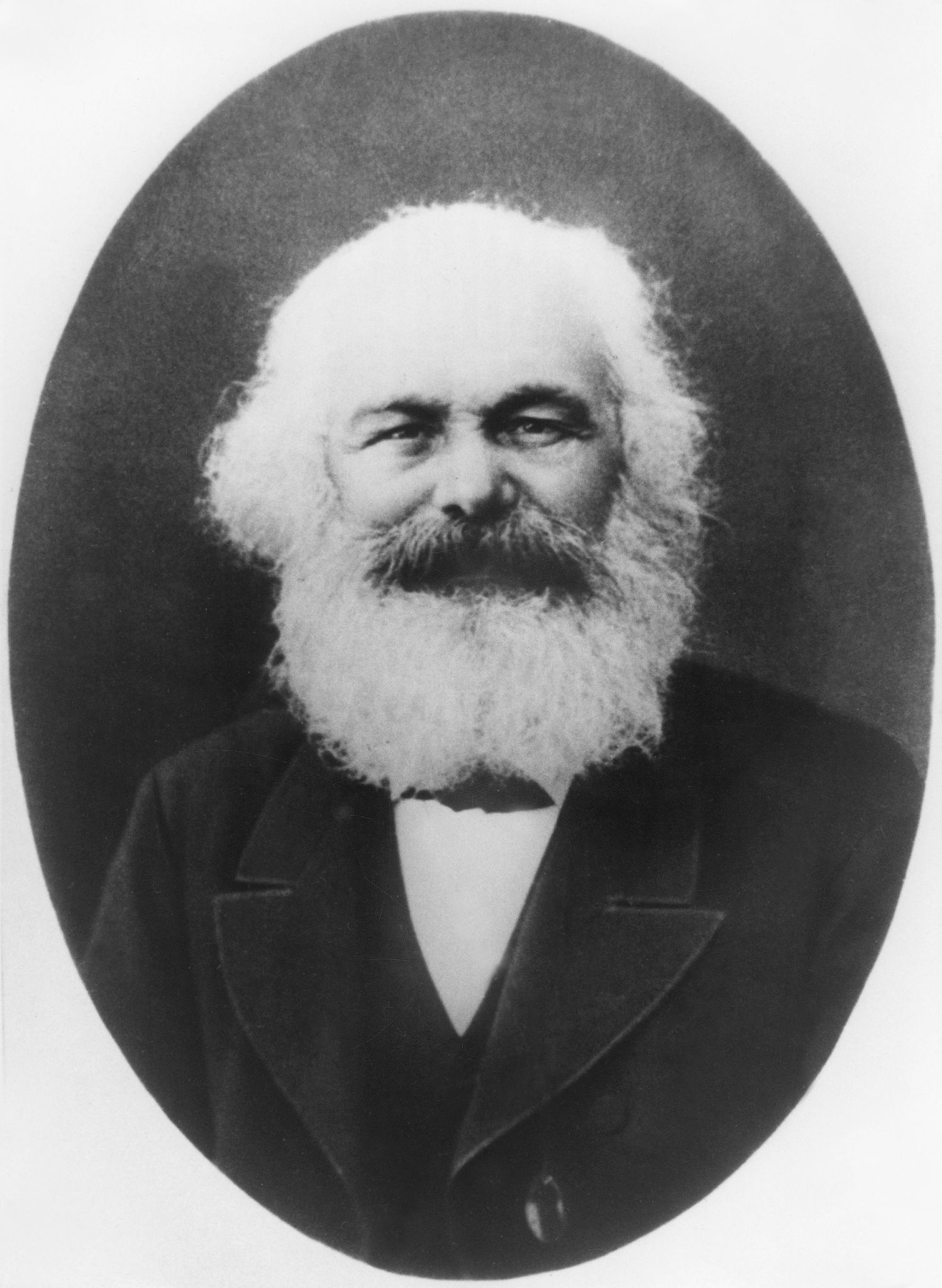
Karl Marx (* 5. května)

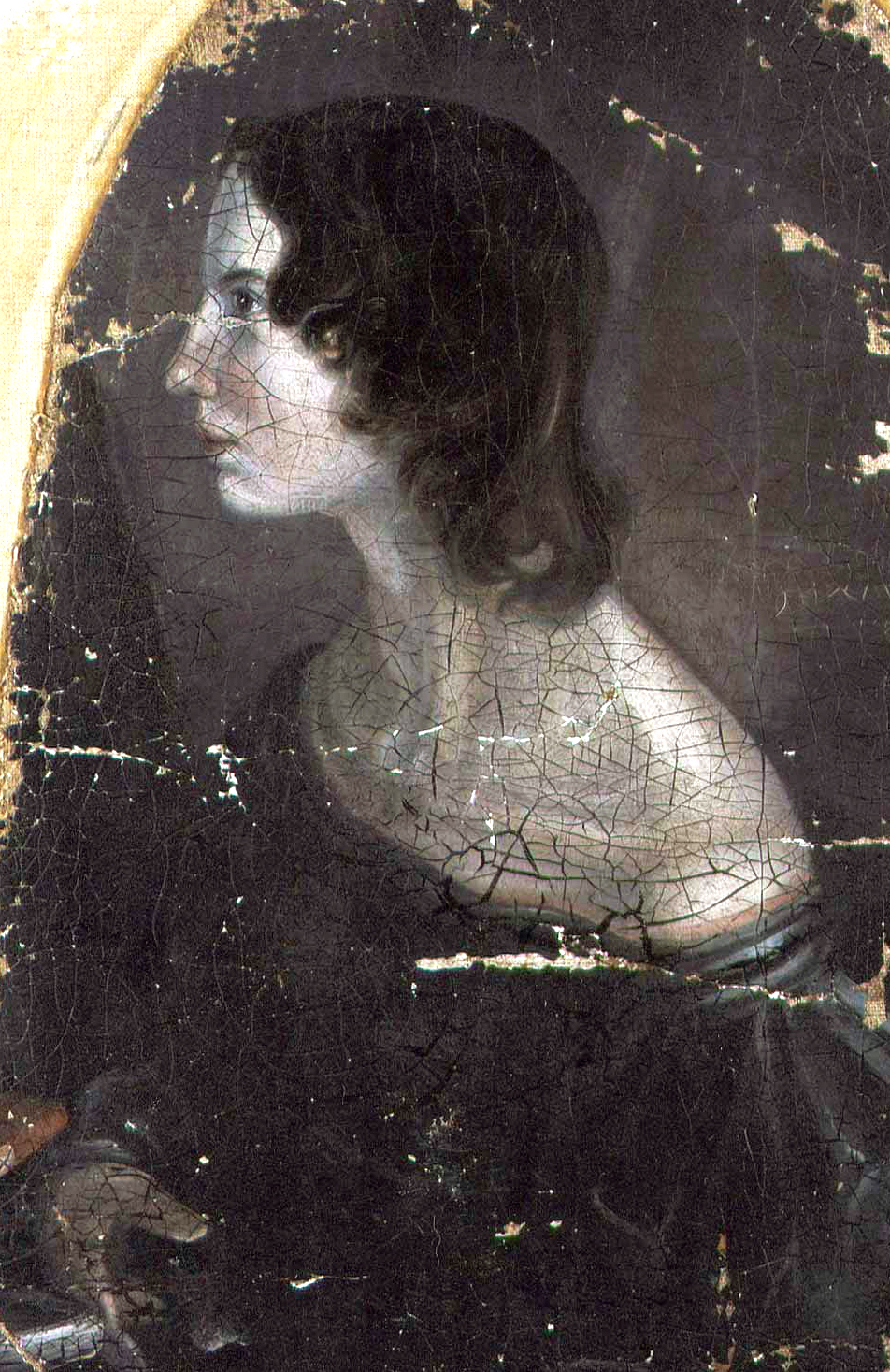
Emily Brontëová (* 30. července)

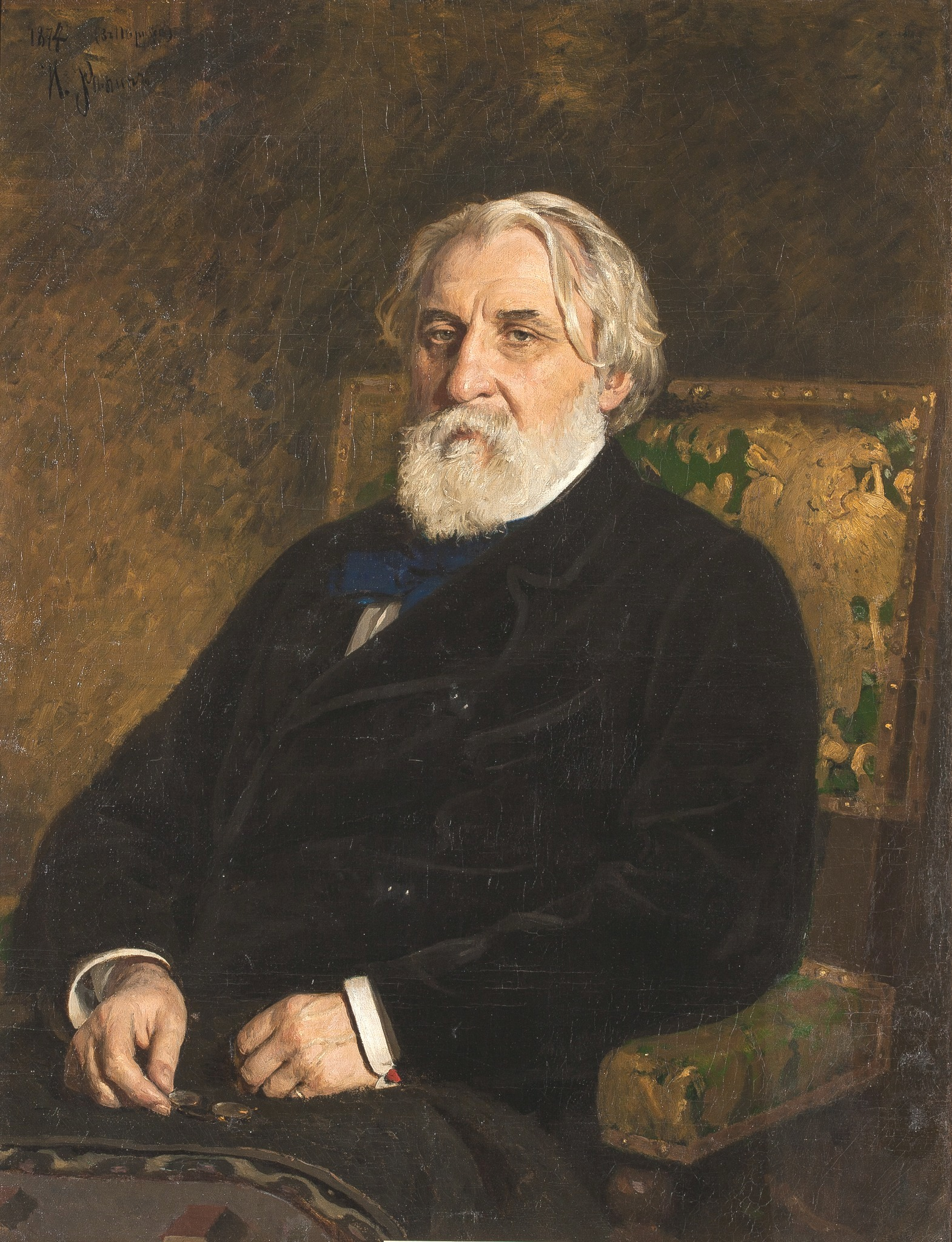
Ivan Sergejevič Turgeněv (* 9. listopadu)

- 9. ledna – Antoine Samuel Adam-Salomon, francouzský sochař a fotograf († 29. dubna 1881)
- 30. ledna
  - Artúr Görgey, uherský vojevůdce a politik († 21. května 1916)
  - Franz Albert Eder, arcibiskup salcburský a politik († 10. dubna 1890)
- 10. února – Karol Beyer, polský fotograf a numismatik († 8. listopadu 1877)
- únor – Frederick Douglass, americký sociální reformátor, spisovatel a politik († 20. února 1895)
- 13. února
  - Angelica Van Burenová, snacha 8. prezidenta USA Martina Van Burena, první dáma († 29. prosince 1877)
  - Anton Melbye, dánský malíř a fotograf († 10. ledna 1875)
- 27. února – Charles Gordon-Lennox, 6. vévoda z Richmondu, britský státník a šlechtic († 27. září 1903)
- 11. března
  - Marius Petipa, francouzský tanečník a choreograf († 14. července 1910)
  - Antonio Bazzini, italský houslista a skladatel († 10. února 1897)
- 19. března – Petar Preradović, chorvatský básník, panslavista a překladatel († 18. srpna 1872)
- 30. března – Friedrich Wilhelm Raiffeisen, propagátor rolnických úvěrových družstev v Bavorsku († 11. března 1888)
- 4. dubna – Thomas Mayne-Reid, americký spisovatel († 22. října 1883)
- 6. dubna – Aasmund Olavsson Vinje, norský básník a novinář († 30. července 1870)
- 20. dubna – Heinrich Göbel, hodinář a vynálezce († 4. prosince 1893)
- 29. dubna – Alexandr II. Nikolajevič, ruský car († 13. března 1881)
- 8. dubna – Kristián IX. dánský král († 29. ledna 1906)
- 5. května – Karl Marx, německý filosof a ekonom († 14. března 1883)
- 8. května – Max Buchon, francouzský spisovatel a básník († 14. prosince 1869)
- 13. května – Eduard von Engerth, rakouský malíř († 28. července 1897)
- 25. května – Jacob Burckhardt, švýcarský historik († 8. srpna 1897)
- 17. června – Žofie Württemberská, nizozemská královna († 3. června 1877)
- 18. června – Charles Gounod, francouzský skladatel († 18. října 1893)
- 21. června – Richard Wallace, anglický sběratel umění a mecenáš († 20. července 1890)
- 29. června – Angelo Secchi, jezuitský kněz a astronom († 26. února 1878)
- 1. července – Ignác Filip Semmelweis, maďarský lékař, zachránce matek († 13. srpna 1865)
- 6. července – Adolf Anderssen, německý šachový mistr († 13. března 1879)
- 7. července – Catherine Hubbacková, britská spisovatelka († 25. února 1877)
- 29. července – Karel Ferdinand Rakousko-Těšínský, rakouský arcivévoda († 20. listopadu 1874)
- 30. července – Emily Brontëová, britská spisovatelka († 19. prosince 1848)
- 10. srpna – Eva Josefina Julie Potocká, polská šlechtična a kněžna z Lichtenštejna († 21. května 1895)
- 18. srpna – Henri Le Secq, francouzský malíř a fotograf († 26. prosince 1882)
- 25. srpna – Thomas Francis Wade, britský diplomat a sinolog († 31. července 1895)
- 12. září – Richard Gatling, americký vynálezce († 26. února 1903)
- 13. září – Gustave Aimard, francouzský spisovatel († 20. června 1883)
- 26. září – Alexander Julius Schindler, rakouský spisovatel a politik († 16. března 1885)
- 27. září – Hermann Kolbe, německý chemik († 25. listopadu 1884)
- 17. října – Tassilo von Heydebrand und der Lasa, německý diplomat a šachový mistr († 27. července 1899)
- 22. října – Leconte de Lisle, francouzský básník († 17. července 1894)
- 31. října – Franz Karl von Becke, rakouský ministr financí a obchodu († 15. ledna 1870)
- 7. listopadu – Emil du Bois-Reymond, německý lékař a fyziolog († 26. prosince 1896)
- 9. listopadu – Ivan Sergejevič Turgeněv, ruský spisovatel († 3. září 1883)
- 16. listopadu – Konstantin Kavelin, ruský filozof a historik († 15. května 1885)
- 21. listopadu – Lewis Henry Morgan, americký etnograf, antropolog a archeolog († 17. prosinec 1881)
- 23. listopadu – József Szlávy, ministr financí Rakouska-Uherska († 9. srpna 1900)
- 3. prosince – Max von Pettenkofer, německý lékař – hygienik († 10. února 1901)
- 13. prosince
  - Mary Toddová Lincolnová, manželka 16. prezidenta USA Abrahama Lincolna († 16. července 1882)
  - John Manners, 7. vévoda z Rutlandu, britský státník a šlechtic († 4. srpna 1906)
- 24. prosince – James Prescott Joule, anglický fyzik a badatel († 11. října 1889)

## Úmrtí

### Česko

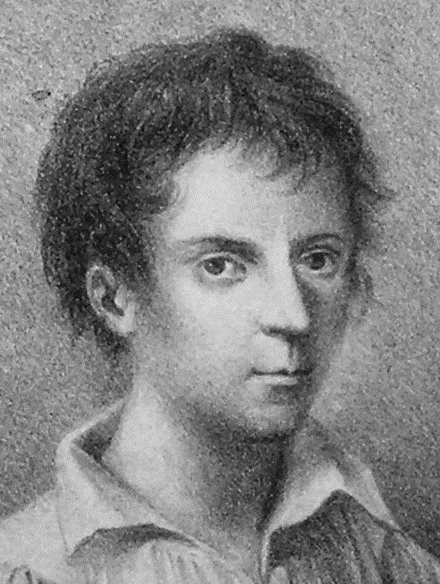
Jan Jiří Grasel († 31. ledna)

- 31. ledna – Jan Jiří Grasel, jihomoravský a rakouský bandita a loupežník (* 4. dubna 1790)
- 15. března – Karel Postl, malíř a grafik (* 9. listopadu 1769)
- 28. dubna – Karel Jan Rudzinsky, architekt, průzkumník Moravského krasu (* 2. června 1751)
- 7. května – Leopold Koželuh, hudební skladatel a pedagog (* 26. června 1747)
- 16. listopadu – Karel August Pácalt, misionář v jižní Africe (* 7. října 1773)
- ? – Jan Bohumír Práč, sběratel lidových písní a skladatel (* 1750)

### Svět
- 1. ledna – Fedele Fenaroli, italský hudební skladatel a pedagog (* 25. dubna 1730)
- 5. ledna – Marcello Bacciarelli, italský malíř působící v Polsku (* 16. února 1731)
- 11. ledna – Johann David Wyss, švýcarský protestantský kněz a spisovatel (* 28. května 1743)
- 15. ledna – Matvej Ivanovič Platov, ruský generál, ataman donských kozáků (* 17. srpna 1751)
- 5. února – Karel XIII., švédský král (* 7. října 1748)
- 25. února – George Cranfield Berkeley, britský admirál a politik (* 10. srpna 1753)
- 20. března – Johann Nikolaus Forkel, německý varhaník a hudební vědec (* 22. února 1749)
- 24. března – Humphry Repton, anglický zahradní architekt (* 21. dubna 1752)
- 14. května – Matthew Gregory Lewis, anglický spisovatel a dramatik (* 9. července 1775)
- 26. května – Michail Bogdanovič Barclay de Tolly, ruský generál (* 27. prosince 1761)
- 6. června – Jan Henryk Dąbrowski, polský generál, národní hrdina (* 2. srpna 1755)
- 20. června – Hedvika Šlesvicko-Holštýnsko-Gottorpská, švédská královna (* 22. března 1759)
- 28. července – Gaspard Monge, francouzský přírodovědec, matematik a revoluční politik (* 9. května 1746)
- 19. září – Olof Peter Swartz, švédský botanik (* 21. září 1760)
- 11. srpna – Ivan Petrovič Kulibin, ruský hodinář, mechanik, projektant a vynálezce (* 21. dubna 1735)
- 13. srpna – Agostino Accorimboni, italský hudební skladatel (* 28. srpna 1739)
- 22. října – Joachim Heinrich Campe, německý jazykovědec a lexikograf (* 29. června 1746)
- 28. října
  - Henri Jacques Guillaume Clarke, francouzský generál a státník (* 17. října 1765)
  - Abigail Adamsová, manželka amerického prezidenta Johna Adamse (* 11. listopadu 1744)
- 17. listopadu – Šarlota Meklenbursko-Střelická, manželka britského krále Jiřího III. (* 19. května 1744)
- 18. listopadu – Josef Wallis, rakouský státník a úředník (* 31. srpna 1767)
- 8. prosince
  - Karel Ludvík Fridrich Bádenský, bádenský velkovévoda (* 8. června 1786)
  - Johan Gottlieb Gahn, švédský chemik (* 19. srpna 1745)
- 25. prosince – Catherine-Dominique de Pérignon, francouzský generál, císařský maršál (* 31. května 1754)
- 26. prosince – Marie Isabela Portugalská, španělská královna, manželka Ferdinanda VII. (* 19. května 1797)

## Hlava státu

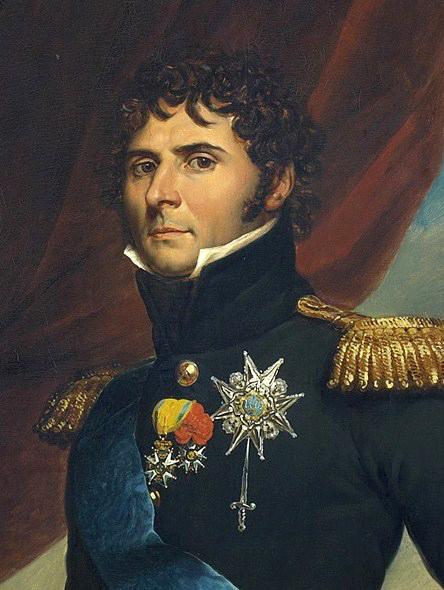
Švédským králem se stal Karel XIV.

- Francie – Ludvík XVIII. (1815–1824)
- Království obojí Sicílie – Ferdinand I. (1816–1825)
- Osmanská říše – Mahmut II. (1808–1839)
- Prusko – Fridrich Vilém III. (1797–1840)
- Rakouské císařství – František I. (1792–1835)
- Rusko – Alexandr I. (1801–1825)
- Spojené království – Jiří III. (1760–1820)
- Španělsko – Ferdinand VII. (1813–1833)
- Švédsko – Karel XIII. (1809–1818) do 5. února / Karel XIV. (1818–1844) od 5. února
- USA – James Monroe (1817–1825)
- Papež – Pius VII. (1800–1823)
- Japonsko – Ninkó (1817–1846)
- Lombardsko-benátské království – Antonín Viktor Habsbursko-Lotrinský, poté Rainer Josef Habsbursko-Lotrinský